# 薩頓 (麻薩諸塞州)
薩頓（英語：Sutton）是一個位於美國麻薩諸塞州烏斯特縣的鎮。

## 人口
根據2020年美國人口普查的數據，薩頓的面積為87.90平方千米，當中陸地面積為83.90平方千米，而水域面積為4.00平方千米。當地共有人口9357人，而人口密度為每平方千米106人。